# Línea Panther-Wotan
La linea Panther-Wotan fue un proyecto inacabado de la Wehrmacht alemana durante la Segunda Guerra Mundial. Iniciado en agosto de 1943 en el frente oriental para contrarrestar las contraofensivas del Ejército Rojo, el proyecto pretendía construir una sucesión de trincheras y fortificaciones defensivas de norte a sur del frente oriental desde el golfo de Finlandia hasta el mar Negro.

## Objetivo
El Estado Mayor alemán (OKH) se había tenido que afrontar considerables dificultades para resistir al Ejército Rojo en el frente oriental a lo largo del año 1943: desde el desastre de Stalingrado y el fracaso de la batalla de Kursk, la iniciativa estratégica había pasado definitivamente a la Unión Soviética. Tras concluir la lucha en Kursk, Adolf Hitler calculó entonces formar una vasta línea defensiva a lo largo del frente oriental para liberar masas de soldados y armamento que podrían ser empleadas para posteriores operaciones de desgaste del enemigo. De hecho, las gravísimas pérdidas alemanas recientes determinaban que los principales generales operacionales del Heer, como Erich von Manstein, aceptasen que una guerra de desgaste contra la URSS sería la táctica más aceptable en tanto el Tercer Reich no dispusiera de medios humanos y materiales suficientes para lanzar grandes ofensivas estratégicas como en 1941 y 1942.
Para ello era aconsejable repetir la experiencia de la Primera Guerra Mundial y formar una línea defensiva parecida a la línea Hindenburg, creada en Francia en 1916. La meta del Oberkommando des Heeres (OKH) era acortar las líneas de abastecimiento para facilitar la logística de modo que la defensa pudiera gestionarse con un número menor de efectivos.

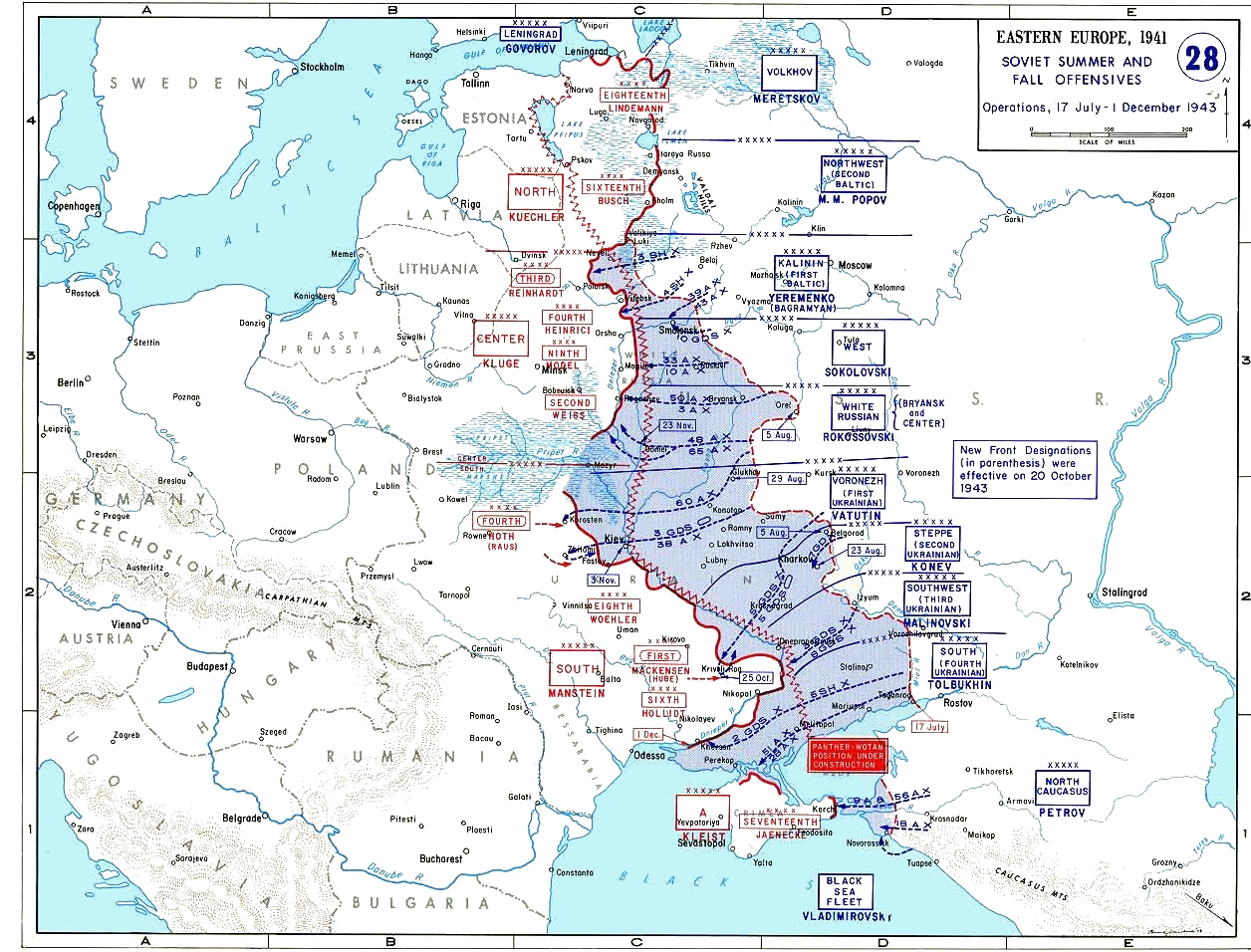
Frente oriental entre agosto y diciembre de 1943. La línea roja en zig-zag muestra la línea Panther-Wotan

Otra idea de Hitler era desgastar al Ejército Rojo de forma similar a lo sufrido por las fuerzas francesas y británicas en sus vanos ataques contra la línea Hindenburg. 
Sin embargo, por otro lado, esta iniciativa venía a reconocer de forma implícita que la Wehrmacht ya no podía recurrir a su estrategia de blitzkrieg contra los ejércitos soviéticos y renunciaba a emprender ataques ambiciosos, siendo que en adelante se limitaría a asumir un papel puramente defensivo.

## Desarrollo

### Construcción
La línea defensiva sería fijada siguiendo el curso del río Dniéper, excepto en los puntos donde otro río pudiese servir como mejor línea defensiva. Cerca de Dniepropetrovsk, donde el río Dniéper curva su cauce hacia el oeste, la línea quedaba extendida en vertical hacia el sur para defender el Istmo de Perekop y Crimea. Al norte del Dniéper, la Línea fue trazada entre Vitebsk y Pskov aprovechando accidentes geográficos menores; desde Pskov seguía la orilla occidental del Lago Peipus y al llegar al extremo norte del lago seguía la antigua frontera estonia del río Narva hasta el Golfo de Finlandia.
El 11 de agosto de 1943 Hitler emitió la orden para fijar la línea defensiva, determinando que todo el territorio situado entre la línea Panther-Wotan y la actual línea del frente debería ser abandonada paulatinamente. Si bien la propaganda nazi fijó el nombre de Wotan a toda la línea defensiva, en la práctica se le agregó la palabra Panther, que era la denominación otorgada sólo la pequeña porción de la línea entre el Golfo de Finlandia y el Lago Peipus, fracción que la Wehrmacht sí alcanzó a fortificar plenamente y que mantuvo en su poder hasta mediados de 1944.
La línea Panther-Wotan fracasó como intento defensivo, en tanto su amplitud resultaba excesiva pese a tener como base a un río extenso y ancho como el Dniéper, de hecho el proyecto de Hitler implicaba fortificar y excavar sistemas de trincheras a lo largo de varios cientos de kilómetros, en una extensión bastante superior a la Línea Hindenburg. Los jefes militares alemanes en el frente oriental cuestionaban la "línea" porque les exigía abandonar zonas importantes del frente, incluyendo a la localidad de Járkov, que acababa de ser reconquistada por los alemanes tras fuertes combates, además de las dificultades que ello causaba a los aeródromos de la Luftwaffe situados cerca de la línea del frente y que ahora precisaban reubicarse a toda prisa. Otro problema grave era el hecho mismo de construir una línea de defensa adecuada mientras en simultáneo el Ejército Rojo continuaba sus ataques contra el frente oriental. Finalmente, la propia existencia de la Línea era para altos jefes militares de la Wehrmacht un reconocimiento tácito de la incapacidad alemana para tomar la iniciativa en la lucha contra la URSS, aunque en la propaganda oficial del Reich se hablase del Dniéper como "nuevo muro contra el bolchevismo".

### Inutilización
Véase: Batalla del Dniéper
En concordancia con la órdenes de Hitler, la Wehrmacht inició una retirada general en el frente oriental el 15 de septiembre de 1943, pero casi de inmediato el Ejército Rojo lanzó varios ataques destinados a hostilizar a los alemanes que retrocedían e impedirles la formación de una línea de defensa. De hecho, la persecución y hostilización a las tropas alemanas no se detuvo y el Stavka elaboró planes para que las tropas del Ejército Rojo, formadas ahora por el Frente de Vorónezh y el Frente de la Estepa (rebautizados el 20 de octubre como Primer Frente Ucraniano y Segundo Frente Ucraniano respectivamente), cruzaran el Dniéper y establecieran allí una gran cabeza de puente. El plan soviético equivalía, por tanto, a perforar la línea Wotan apenas semanas después de haber sido constituida.
El día 22, los soviéticos lanzaron su primer cruce del Dniéper e instalaron una cabeza de puente en la confluencia del este y el río Prípiat. 48 horas después aparecía otra cabeza de puente cerca de Dniprodzerzhynsk; el 25 de septiembre se creaba otra cabeza de puente soviética cerca de Dnepropetrovsk y otra más el día 28 de septiembre cerca de Kremenchug. Estos cruces del río Dniéper (el tercer río más largo de Europa tras el Volga y el Danubio, y con tres kilómetros de ancho) fueron una operación muy riesgosa, esta fue la batalla del Dniéper, que inutilizó en la práctica la construcción de defensas alemanas.
A finales de septiembre de 1943, los soviéticos tenían ya treinta cabezas de puente en la orilla oeste del Dniéper y, tras nuevas ofensivas, las tropas del Ejército Rojo entraban en Kiev el 6 de noviembre de 1943.
A inicios de diciembre del mismo año, toda la línea Panther-Wotan había sido perforada por los soviéticos (excepto el sector extremo norte) y la línea del frente debió ser retrasada una vez más.